# Palau de la Duquessa d'Almodòvar
El Palau de la Duquessa d'Almodóvar o Palau de la Vila és un palau residencial situat a la plaça de Sant Roc d'Ontinyent (la Vall d'Albaida, País Valencià). S'ubica en la part més exposada de les muralles, a manera de fortalesa o ciutadella, que mira cap a Castella. Bastit sobre l'antic alcàsser islàmic i molt transformat en el segle xviii, conserva restes de fortificacions medievals. La façana té elegants elements del gòtic civil valencià. Ha sigut recentment restaurat. El palau és un bé d'interès cultural amb anotació ministerial RI-51-0010677 de 27 d'agost de 2001.

## Història
Encara que  Jaume I, segons consta en el Llibre del Repartiment, va lliurar diverses propietats a Ontinyent a alguns dels seus vassalls, es va reservar el palau com a residència per a les seves visites, ja que la població tenia la condició de vila reial .
Amb motiu de la visita de Jaume II, es van realitzar unes obres l'any 1311 de les que queden vestigis  gòtics. Alfons el Magnànim va concedir als Jurats d'Ontinyent el 1425 la facultat d'imposar contribucions per a la reparació de l'edifici, a causa del seu caràcter representatiu i per estar vinculat al poder municipal i reial.
Posteriorment va ser propietat de la família Blasco, per la qual cosa figura el seu escut en un arc del vestíbul. El 1666, Marianna d'Àustria, esposa de Felip IV, va pernoctar al palau. Per a aquest esdeveniment es va disposar una cadena entre dues pilastres que delimiten el pati de l'edifici, assenyalant la propietat reial.
A la fi del segle xviii, i per extinció de la branca Blasco titular de l'edifici, aquest va passar a ser propietat de la duquessa d'Almodóvar, Josepa Domènica Català de Valeriola, qui el va habitar fins 1814, any de la seua mort. Durant aquesta etapa va ser objecte d'intervencions que van dotar a l'edifici de mostres de l'estil de l'època. En el transcurs del temps s'han produït a l'edifici diverses transformacions i reformes, incloent una renovació historicista a principis del segle xx.
A principis del segle xx, un greu incendi va afectar l'ala de llevant i va desaparèixer aquesta part de l'edifici. A més, un dels dos bastions-contraforts, sustentadors del trespol, va ser en gran part destruït amb la construcció del pont de Santa Maria, a mitjan segle xx.

## Descripció

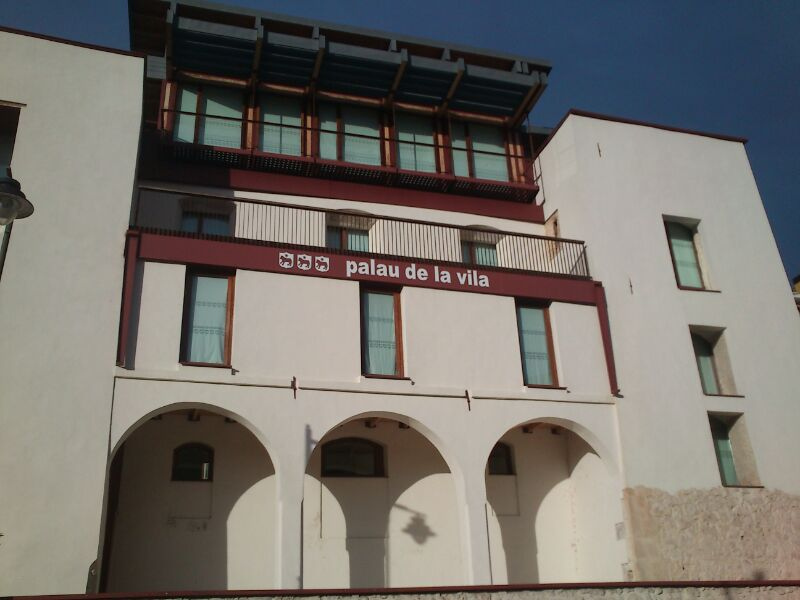
Façana del palau

Per les diverses vicissituds de la seva història, el palau presenta elements dels segles XIV, XV, XVII, XVIII i XX.
Durant l'època musulmana, Ontinyent no va tenir una gran importància. Existia d'un alcàsser que era la residència del governador, i que degué coincidir amb la localització del palau, amb la façana de la plaça de Sant Roc. Possiblement formava part del sistema defensiu, acotant el pati d'armes.
La planta de l'edifici té forma de "L", conformant una de les cantonades de la plaça de Sant Roc. Una porta d'accés a la plaça forma part de l'edifici. Un altre costat de l'edifici dona al riu Clariano, a força alçada sobre el mateix. Els murs que donen a l'exterior, en alguns trams, gairebé arriben als dos metres de gruix, i són flanquejats per dues torres de caràcter defensiu.
El portalada del palau, que s'obre a la plaça, està construït en pedra amb arc allindat. Sobre aquest se situa una estreta cornisa motllurada. El vestíbul està separat del pati interior descobert per un gran arc de carreus. A la clau d'aquest arc es troba llaurat l'escut d'armes dels Blasco. La tipologia del pati correspon al pati gòtic, amb una escala oberta.
Aquest pati dona accés per un dels seus costats a l'hort, que també recau al riu Clariano. A través de l'hort s'accedeix als subterranis, que es desenvolupen linealment en paral·lel a la muralla, i en rampa s'obren al riu pel costat de la base del pont de Santa Maria. Aquest element arquitectònic consta de voltes de canó i grans arcs de mig punt de maó i pedres de maçoneria. També s'aprecien altres arcs ogivals de carreus. Les façanes del palau presenten diversos buits que es deuen a les reformes que ha experimentat l'edifici al llarg dels segles. La façana principal té buits motllurats sobre llenços parcials de pedra llaurada a la planta primera, i rematada a la superior de buits seriats de llenguatge prerenaixentista. Es perceben, a més, finestres geminades d'arc ogival, cegades en l'actualitat. La façana lateral, que dona al carrer Magdalena, presenta un cos central rematat per un terrat cobert, que conté un sòcol de rajoles originals de "mocador", flanquejat per dues torres de caràcter defensiu. A l'interior del palau se succeeixen amplis salons al pis noble, que es troben decorats amb frescos i talles d'època recent. La fusteria interior és de fusta treballada, les baranes dels balcons i ferramentes de les portes són de forja.